# Tipula (Eumicrotipula) accipitrina
Tipula (Eumicrotipula) accipitrina is een tweevleugelige uit de familie langpootmuggen (Tipulidae). De soort komt voor in het Neotropisch gebied.